# Acrocercops zamenopa
Acrocercops zamenopa är en fjärilsart som beskrevs av Edward Meyrick 1934. Acrocercops zamenopa ingår i släktet Acrocercops och familjen styltmalar. Inga underarter finns listade i Catalogue of Life.